# Liste des circonscriptions parlementaires du Royaume-Uni en Écosse
Depuis le 4 juillet 2024, l'Écosse est divisée en 57 circonscriptions parlementaires pour l'élection des représentants à la Chambre des communes de Westminster (UK Parliament constituency). Ces circonscriptions correspondent soit à des villes (burg constituencies), soit à des districts (county constituencies).
| Élections générales de 2024 | Élections générales de 2024 | Élections générales de 2024 |
| Parti                       | Parti                       | Circonscription |
| --------------------------- | --------------------------- | --- |
|                             | Conservateur                | - Berwickshire, Roxburgh and Selkirk - Dumfries and Galloway - Dumfriesshire, Clydesdale and Tweeddale - Gordon and Buchan - West Aberdeenshire and Kincardine |
|                             | Travailliste                | - Airdrie and Shotts - Alloa and Grangemouth - Ayr, Carrick and Cumnock - Bathgate and Linlithgow - Central Ayrshire - Coatbridge and Bellshill - Cowdenbeath and Kirkcaldy - Cumbernauld and Kirkintilloch - Dunfermline and Dollar - East Kilbride and Strathaven - East Renfrewshire - Edinburgh East and Musselburgh - Edinburgh North and Leith - Edinburgh South - Edinburgh South West - Falkirk - Glasgow East - Glasgow North - Glasgow North East - Glasgow South - Glasgow South West - Glasgow West - Glenrothes and Mid Fife - Hamilton and Clyde Valley - Inverclyde and Renfrewshire West - Kilmarnock and Loudoun - Livingston - Lothian East - Midlothian - Motherwell, Wishaw and Carluke - Na h-Eileanan an Iar - North Ayrshire and Arran - Paisley and Renfrewshire North - Paisley and Renfrewshire South - Rutherglen - Stirling and Strathallan - West Dunbartonshire |
|                             | Liberal démocrates          | - Caithness, Sutherland and Easter Ross - Edinburgh West - Inverness, Skye and West Ross-shire - Mid Dunbartonshire - North East Fife - Orkney and Shetland |
|                             | SNP                         | - Aberdeen North - Aberdeen South - Aberdeenshire North and Moray East - Angus and Perthshire Glens - Arbroath and Broughty Ferry - Argyll, Bute and South Lochaber - Dundee Central - Moray West, Nairn and Strathspey - Perth and Kinross-shire |